# Bhimanalli, Haliyal
Bhimanalli là một làng thuộc tehsil Haliyal, huyện Uttara Kannada, bang Karnataka, Ấn Độ.